# Le Marin rejeté par la mer
 (octobre 2017).
Si vous disposez d'ouvrages ou d'articles de référence ou si vous connaissez des sites web de qualité traitant du thème abordé ici, merci de compléter l'article en donnant les références utiles à sa vérifiabilité et en les liant à la section « Notes et références ».

Le Marin rejeté par la mer (午後の曳航, Gogo no Eiko) est un roman de Yukio Mishima publié en 1963.
Traduit en français par Gaston Renondeau, il paraît aux éditions Gallimard en 1968.

## Résumé
Noboru Kuroda, 13 ans, vit seul avec sa mère dans la banlieue de Yokohama. Il découvre un soir que sa mère a une aventure avec un officier de la marine marchande, Tsukazaki Ryûji. Pour le jeune garçon, qui subit l’influence du chef de sa bande d’amis, le marin représente l’aventure et plus largement les valeurs masculines traditionnelles. D'abord perçu comme un héros, un aventurier glorieux, Ryûji devient aux yeux du garçon un être fade, vulgaire, sans personnalité, un père, insulte suprême aux yeux de Noboru lorsqu'il fait finalement le choix d'abandonner la mer pour s'engager avec Fusako (ils se préparent à se marier), et voilà que ce roi est nu. Sous l'influence du chef de bande, l'adolescent ne tarde pas à découvrir que celui dont il faisait un héros n'est qu'un brave homme, affectueux et honnête, type exécré du père de famille traditionnel. Au fil des observations de Noboru, le comportement de Ryûji est scruté, critiqué impitoyablement. Lorsque Ryûji, appelé un soir par Fusako à punir Noboru surpris dans l'espionnage de leurs ébats, fait preuve de mansuétude et de tolérance, il scelle son sort funeste. Les jeunes décideront de l'élimination de cet être sans consistance qui déshonore les hommes.
Il doit être puni. Selon les recettes éprouvées de la psychologie militaire adulte, le chef des enfants, pour endurcir leurs cœurs, les fait procéder sur un chat à la répétition du sacrifice humain qu'ils ont décidé d'accomplir. Ryûji subira le sort du chat. Mais comment avoir raison du colosse qu'il est à leurs yeux ? Les rôles sont distribués, les préparatifs soigneusement agencés. Ils parviendront à l'endormir, lui faisant absorber le thé drogué.

## Analyse
- Si vous ne connaissez pas le sujet, laissez ce bandeau (vous pouvez alors contacter les auteurs).
- Si vous supprimez le contenu mis en cause (vous pouvez préalablement contacter les auteurs),

argumentez précisément cette suppression dans la page de discussion
(un manque de référence n'est pas un argument ; une recherche réelle de référence doit avoir été effectuée, être formellement documentée).
Le court roman est à l'image d'une  tragédie grecque où Éros et Thanatos s'enlacent (chose qui n'est pas sans rappeler le Yūkoku ou Rites d'amour et de mort du même auteur). On retrouve une véritable poursuite du bonheur et de l'idéal, celle de l'enfant qui cherche un modèle auquel il peut s'identifier, et celle de l'adulte qui cherche un amour dans sa vie pour remplir ce vide qui est en lui. C'est une recherche du sens qui passe aussi bien par l'amour, la sensualité, la douleur, la déception, la cruauté et la haine. On retrouve dans ce livre la véritable illustration de la célèbre phrase de Pierre Dac : « il faut tuer le père. Les enfants que ne reconnaît pas leur père en souffrent. Mais il existe une souffrance plus grande : celle d'un père que son enfant ne reconnaît pas. » Et c'est cette double déception qu'on retrouve dans le livre. Il y a toujours comme ailleurs un sens aigu de la tragédie chez Mishima, on retrouve ici une alternance entre des pics de violence et de douceur qui tournent à la douche écossaise. On se retrouve ballotté entre une mer grosse et une mer calme, dans une atroce et admirable histoire, d'une sauvagerie sans complaisance, qui met en évidence ce que là violence spontanée des presque-adolescents doit à un idéalisme de la force. Une image manichéenne du bonheur et de l'honneur, deux valeurs qui ne sont pas souvent compatibles dans l'œuvre de l'auteur. On alterne aussi bien force de caractère et maîtrise, ou sacrifice de soi, que force physique et brute. Et comme souvent, c'est le rejet qui gagne et la douleur et le sacrifice qui prennent le dessus dans une civilisation bâtie sur des principes complexes illustrés par les idées politiques flirtant avec l’extrémisme de l'auteur. Fascinante ambivalence chez lui entre le culte des valeurs du Japon éternel et l'intégration d'une modernité empruntée au monde occidental.

## Adaptations

### Au cinéma
- 1976 : The Sailor Who Fell from Grace with the Sea, film britannique réalisé par Lewis John Carlino, avec dans les rôles principaux Kris Kristofferson et Sarah Miles

### À l'opéra
- Un opéra a également été écrit par Hans Werner Henze en 1990 d'après le roman.